# Campeonato Sergipano de Futebol de 2009
O Campeonato Sergipano de Futebol de 2009 foi a 86º edição do torneio e aconteceu entre 18 de janeiro e 6 de maio de 2009, reunindo dez equipes.
O campeão garantiria vaga na Série D do Campeonato Brasileiro de 2009 e na Copa do Brasil de 2010. Porém, como o campeão, Confiança, já havia assegurado sua participação na Série C de 2009, a vaga na Série D ficou com o 2º colocado, o Sergipe. Os seis clubes mais bem colocados garantiram vaga na Copa Governo de Sergipe 2009.

## Formato
Na primeira fase, as dez equipes jogaram em turno e returno, todos contra todos. Na fase seguinte, as quatro melhores disputaram um quadrangular, também em jogos de ida e volta. O vencedor deste quadrangular disputou, em duas partidas, a final do campeonato com a equipe melhor classificada na primeira fase. Se a mesma equipe tivesse vencido a primeira fase e o quadrangular final, seria automaticamente campeã do campeonato. Caso tivesse acontecido empate (segundo os critérios de desempate) na fase final, a equipe vencedora da primeira fase seria a campeã do campeonato.
As duas equipes que terminaram no penúltimo e último lugares na classificação da primeira fase, foram rebaixadas para a série A2 de 2010.

### Critérios de desempate
Os critério de desempate foram aplicados na seguinte ordem:
1. Maior número de vitórias
2. Maior saldo de gols
3. Maior número de gols pró (marcados)
4. Maior número de gols contra (sofridos)
5. Confronto direto
6. Sorteio

## Equipes participantes
| - América Futebol Clube (Propriá) - Clube Desportivo de Canindé[i] (Canindé de São Francisco) - Associação Desportiva Confiança (Aracaju) - Associação Atlética Guarany (Porto da Folha) - Associação Olímpica de Itabaiana (Itabaiana) | - Olímpico Esporte Clube (Itabaianinha) - São Cristóvão Futebol Clube (São Cristóvão) - São Domingos Futebol Clube (São Domingos) - Club Sportivo Sergipe (Aracaju) - Sete de Junho Esporte Clube[i] (Tobias Barreto) |

i. ^ Promovidos da Série A2 de 2008.

## Estádios
| Estádio                       | Cidade                   | Capacidade |
| ----------------------------- | ------------------------ | ---------- |
| Estádio Andrezão              | Canindé de São Francisco | 2.200      |
| Estádio Arnaldo Pereira       | São Domingos             | 2.000      |
| Estádio Batistão              | Aracaju                  | 14.000     |
| Estádio Brejeirão             | Tobias Barreto           | 7.000      |
| Estádio Caio Feitosa          | Porto da Folha           | 3.000      |
| Estádio Campo do Limão        | São Cristóvão            | 3.000      |
| Estádio Durval Feitosa        | Propriá                  | 3.000      |
| Estádio João Hora de Oliveira | Aracaju                  | 6.000      |
| Estádio Presidente Médici     | Itabaiana                | 11.000     |
| Estádio Sabino Ribeiro        | Aracaju                  | 4.000      |
| Estádio Souzão                | Itabaianinha             | 2.000      |

## Televisão
A TV Aperipê fez a transmissão televisiva para o estado de Sergipe de 23 partidas do campeonato.

## Primeira fase

### Classificação
| Pos. | Equipe                | Pts | J  | V | E | D | GP | GC | SG  |
| ---- | --------------------- | --- | -- | - | - | - | -- | -- | --- |
| 1    | Confiança             | 35  | 18 | 9 | 8 | 1 | 25 | 10 | +15 |
| 2    | Sergipe               | 28  | 18 | 7 | 7 | 4 | 30 | 20 | +10 |
| 3    | Sete de Junho         | 28  | 18 | 7 | 7 | 4 | 21 | 17 | +4  |
| 4    | Itabaiana             | 27  | 18 | 7 | 6 | 5 | 26 | 21 | +5  |
| 5    | São Domingos          | 23  | 18 | 6 | 5 | 7 | 30 | 29 | +1  |
| 6    | América de Propriá[b] | 23  | 18 | 6 | 5 | 7 | 21 | 22 | -1  |
| 7    | Guarany-SE[b]         | 20  | 18 | 5 | 5 | 8 | 21 | 27 | -6  |
| 8    | Olímpico[a]           | 19  | 18 | 7 | 4 | 7 | 26 | 25 | +1  |
| 9    | São Cristóvão         | 17  | 18 | 4 | 5 | 9 | 15 | 30 | -15 |
| 10   | Canindé               | 14  | 18 | 3 | 6 | 9 | 24 | 38 | -14 |

a. ^ Punido pelo Tribunal de Justiça Desportiva/SE com a perda de seis pontos por escalar o jogador David de forma irregular.
b. ^ O placar da partida entre Guarany-SE e América de Propriá, realizado em 22 de março, teve seu placar revertido para 3 a 0 em favor do América, conforme o regulamento da competição e decisão do TJD/SE.

### Partidas
Primeira rodada
| 18 de janeiro | Confiança                                             | 4 – 3  | São Domingos                              | Estádio Sabino Ribeiro, Aracaju          |
| 15:15         | Cristiano Alagoano 24', 52' · Ivson 41' · Alisson 88' | Súmula | André Saúde 12' · Diego 48' · Nivaldo 63' | Árbitro: SE Claudionor dos Santos Júnior |

| 18 de janeiro | Canindé | 0 – 0  | Guarany-SE | Estádio Andrezão, Canindé de São Francisco  |
| 15:15         |         | Súmula |            | Árbitro: SE Paulo Antônio Santos de Andrade |

| 18 de janeiro | Sete de Junho                | 2 – 0  | São Cristóvão | Estádio Brejeirão, Tobias Barreto          |
| 15:15         | Marzinho 84' · Pelezinho 93' | Súmula |               | Árbitro: SE Cláudio Francisco Lima e Silva |

| 18 de janeiro | Olímpico   | 1 – 0  | América de Propriá | Estádio Souzão, Itabaianinha       |
| 15:15         | Capela 18' | Súmula |                    | Árbitro: SE Frederico Alves Durães |

| 18 de janeiro | Itabaiana       | 1 – 0  | Sergipe | Estádio Presidente Médici, Itabaiana |
| 16:00         | João Santos 50' | Súmula |         | Árbitro: SE Antônio Hora Filho       |

Segunda rodada
| 21 de janeiro | América de Propriá | 0 – 0  | Confiança | Estádio Durval Feitosa, Propriá   |
| 15:15         |                    | Súmula |           | Árbitro: SE Rogério Lima da Rocha |

| 21 de janeiro | São Cristóvão              | 3 – 2  | Olímpico                 | Estádio Campo do Limão, São Cristóvão     |
| 15:15         | Jajá 7' · Geovane 43', 54' | Súmula | Ismael 73' · Romildo 87' | Árbitro: SE José Umberto de Farias Júnior |

| 21 de janeiro | Sergipe                       | 2 – 0  | Sete de Junho | Estádio João Hora de Oliveira, Aracaju |
| 15:15         | Chicão 72' · Diego Renato 80' | Súmula |               | Árbitro: SE Maurício Tavares de Moura  |

| 21 de janeiro | Guarany-SE | 0 – 1  | Itabaiana | Estádio Caio Feitosa, Porto da Folha      |
| 15:15         |            | Súmula | Nem 33'   | Árbitro: SE José Humberto Ferreira Maroto |

| 21 de janeiro | São Domingos | 1 – 2  | Canindé       | Estádio Arnaldo Pereira, São Domingos |
| 15:15         | Nivaldo 79'  | Súmula | Jean 11', 68' | Árbitro: SE Jonaldo Alves Simões      |

### Terceira rodada
| 24 de janeiro | Confiança                            | 2 – 0  | Olímpico | Estádio Sabino Ribeiro, Aracaju   |
| 15:15         | Alisson 44' · Cristiano Alagoano 63' | Súmula |          | Árbitro: SE Flávio Gomes de Jesus |

| 25 de janeiro | Sete de Junho           | 2 – 0  | América de Propriá | Estádio Brejeirão, Tobias Barreto            |
| 15:15         | Kleber 2' · Glauber 44' | Súmula |                    | Árbitro: SE Manoel Leopoldo dos Santos Filho |

| 25 de janeiro | Canindé                             | 3 – 3  | Sergipe                            | Estádio Andrezão, Canindé de São Francisco |
| 15:15         | Stênio 37' · Michel 43' · Murrá 68' | Súmula | Hugo Henrique 6', 47' · Chicão 90' | Árbitro: SE Rogério Lima da Rocha          |

| 25 de janeiro | São Domingos                 | 3 – 0  | Guarany-SE | Estádio Arnaldo Pereira, São Domingos |
| 15:15         | Nivaldo 46', 54' · Diego 87' | Súmula |            | Árbitro: SE Frederico Alves Durães    |

| 25 de janeiro | Itabaiana                         | 3 – 0  | São Cristóvão | Estádio Presidente Médici, Itabaiana        |
| 16:00         | Berg 37' · Nem 69' · Gil Bala 84' | Súmula |               | Árbitro: SE Paulo Antônio Santos de Andrade |

Quarta rodada
| 1 de fevereiro | Guarany-SE | 0 – 0  | Confiança | Estádio Caio Feitosa, Porto da Folha  |
| 15:15          |            | Súmula |           | Árbitro: SE Maurício Tavares de Moura |

| 1 de fevereiro | Sergipe | 0 – 2  | São Domingos             | Estádio João Hora de Oliveira, Aracaju    |
| 15:15          |         | Súmula | Queninho 15' · Diego 30' | Árbitro: SE José Humberto Ferreira Maroto |

| 1 de fevereiro | São Cristóvão    | 1 – 1  | Canindé   | Estádio Campo do Limão, São Cristóvão      |
| 15:15          | Luiz Cláudio 84' | Súmula | Araújo 2' | Árbitro: SE Mário Sérgio da Silva Bancilon |

| 1 de fevereiro | América de Propriá | 1 – 1  | Itabaiana      | Estádio Durval Feitosa, Propriá          |
| 15:15          | Adriano 43'        | Súmula | João Santos 3' | Árbitro: SE Claudionor dos Santos Júnior |

| 1 de fevereiro | Olímpico              | 2 – 2  | Sete de Junho           | Estádio Souzão, Itabaianinha     |
| 15:15          | David 15' · Aldir 78' | Súmula | Johnes 86' · João 90+1' | Árbitro: SE Jonaldo Alves Simões |

Quinta rodada
| 5 de fevereiro | Confiança | 1 – 1  | São Cristóvão | Estádio Sabino Ribeiro, Aracaju    |
| 15:15          | Bira 45'  | Súmula | Geovane 43'   | Árbitro: SE Frederico Alves Durães |

| 5 de fevereiro | América de Propriá                         | 4 – 2  | Sergipe                              | Estádio Durval Feitosa, Propriá            |
| 15:30          | Adriano 45' · Uilton 55' · Waldir 57', 85' | Súmula | Hugo Henrique 12' · Diego Renato 58' | Árbitro: SE Cláudio Francisco Lima e Silva |

| 5 de fevereiro | Olímpico                               | 3 – 0  | Guarany-SE | Estádio Souzão, Itabaianinha   |
| 15:30          | Rogerinho 14' · Madson 40' · David 50' | Súmula |            | Árbitro: SE Antônio Hora Filho |

| 5 de fevereiro | Sete de Junho                          | 4 – 3  | São Domingos                        | Estádio Brejeirão, Tobias Barreto    |
| 15:30          | Fio 18', 59' · Kleber 75' · Vagner 88' | Súmula | Alex 4' · Romário 32' · Nivaldo 68' | Árbitro: SE Ricardo Rogério da Silva |

| 5 de fevereiro | Itabaiana    | 2 – 0  | Canindé | Estádio Presidente Médici, Itabaiana |
| 20:30          | Nem 12', 89' | Súmula |         | Árbitro: SE Flávio Gomes de Jesus    |

Sexta rodada
| 8 de fevereiro | Canindé | 1 – 4  | Confiança                                                     | Estádio Andrezão, Canindé de São Francisco |
| 15:30          | Jean 9' | Súmula | Cristiano Alagoano 14' · Juninho Cearense 20', 47' · Isac 84' | Árbitro: SE Rogério Lima da Rocha          |

| 8 de fevereiro | São Domingos                | 2 – 2  | Itabaiana             | Estádio Arnaldo Pereira, São Domingos |
| 15:30          | Diego 44' · Esquerdinha 79' | Súmula | Nem 33' · Ratinho 85' | Árbitro: SE Jonaldo Alves Simões      |

| 8 de fevereiro | Guarany-SE | 1 – 1  | Sete de Junho | Estádio Caio Feitosa, Porto da Folha      |
| 15:30          | André 32'  | Súmula | Fio 79'       | Árbitro: SE José Umberto de Farias Júnior |

| 8 de fevereiro | Sergipe                | 2 – 1  | Olímpico   | Estádio João Hora de Oliveira, Aracaju      |
| 15:30          | Mateus 48' · Viola 74' | Súmula | Madson 57' | Árbitro: SE Paulo Antônio Santos de Andrade |

| 8 de fevereiro | São Cristóvão                  | 2 – 0  | América de Propriá | Estádio Campo do Limão, São Cristóvão  |
| 15:30          | Geovane 43' · Luiz Cláudio 75' | Súmula |                    | Árbitro: SE Wicleanche Vieira de Souza |

Sétima rodada
| 12 de fevereiro | Sete de Junho | 1 – 0  | Canindé | Estádio Brejeirão, Tobias Barreto         |
| 15:30           | Kleber 11'    | Súmula |         | Árbitro: SE José Humberto Ferreira Maroto |

| 12 de fevereiro | Olímpico | 1 – 2  | São Domingos     | Estádio Souzão, Itabaianinha                 |
| 15:30           | Goia 59' | Súmula | Nivaldo 19', 32' | Árbitro: SE Manoel Leopoldo dos Santos Filho |

| 12 de fevereiro | América de Propriá       | 2 – 1  | Guarany-SE  | Estádio Durval Feitosa, Propriá            |
| 15:30           | Waldir 59' · Adriano 84' | Súmula | Luciano 79' | Árbitro: SE Mário Sérgio da Silva Bancilon |

| 12 de fevereiro | São Cristóvão | 1 – 1  | Sergipe   | Estádio Campo do Limão, São Cristóvão |
| 15:30           | Edvan 13'     | Súmula | Viola 57' | Árbitro: SE Maurício Tavares de Moura |

| 12 de fevereiro | Confiança | 1 – 1  | Itabaiana           | Estádio Batistão, Aracaju                  |
| 20:30           | Bira 9'   | Súmula | Luciano Pirambu 64' | Árbitro: SE Cláudio Francisco Lima e Silva |

Oitava rodada
| 15 de fevereiro | Guarany-SE | 0 – 0  | São Cristóvão | Estádio Caio Feitosa, Porto da Folha |
| 15:30           |            | Súmula |               | Árbitro: SE Jonaldo Alves Simões     |

| 15 de fevereiro | São Domingos                  | 2 – 0  | América de Propriá | Estádio Arnaldo Pereira, São Domingos |
| 15:30           | Artur 33' · Esquerdinha 90+4' | Súmula |                    | Árbitro: SE Flávio Gomes de Jesus     |

| 15 de fevereiro | Canindé                 | 2 – 2  | Olímpico               | Estádio Andrezão, Canindé de São Francisco |
| 15:30           | Jean 19' · Barrocão 87' | Súmula | Capela 50' · Valdo 90' | Árbitro: SE Claudionor dos Santos Júnior   |

| 15 de fevereiro | Sergipe | 0 – 0  | Confiança | Estádio Batistão, Aracaju         |
| 16:00           |         | Súmula |           | Árbitro: SE Rogério Lima da Rocha |

| 15 de fevereiro | Itabaiana         | 2 – 2  | Sete de Junho             | Estádio Presidente Médici, Itabaiana |
| 16:00           | Nem 37' · Eri 63' | Súmula | Kleber 58' · Marzinho 71' | Árbitro: SE Antônio Hora Filho       |

Nona rodada
| 19 de fevereiro | América de Propriá                          | 3 – 2  | Canindé                              | Estádio Durval Feitosa, Propriá    |
| 15:30           | Waldir 30' · Araújo 46' (g.c.) · Edinho 88' | Súmula | Gil 16' · Marcos Vinícius 43' (g.c.) | Árbitro: SE Frederico Alves Durães |

| 19 de fevereiro | Guarany-SE | 1 – 1  | Sergipe           | Estádio Caio Feitosa, Porto da Folha |
| 15:30           | Romão 84'  | Súmula | Hugo Henrique 21' | Árbitro: SE Antônio Hora Filho       |

| 19 de fevereiro | São Cristóvão | 0 – 0  | São Domingos | Estádio Campo do Limão, São Cristóvão      |
| 15:30           |               | Súmula |              | Árbitro: SE Ivo Alexandre de Morais Santos |

| 19 de fevereiro | Confiança             | 1 – 0  | Sete de Junho | Estádio Batistão, Aracaju                  |
| 20:30           | Cristiano Alagoano 6' | Súmula |               | Árbitro: SE Mário Sérgio da Silva Bancilon |

| 21 de fevereiro | Olímpico                    | 2 – 1  | Itabaiana       | Estádio Souzão, Itabaianinha              |
| 15:30           | Romildo 17' · Rogerinho 90' | Súmula | João Santos 22' | Árbitro: SE José Umberto de Farias Júnior |

Décima rodada
| 26 de fevereiro | São Domingos | 1 – 0  | Confiança | Estádio Arnaldo Pereira, São Domingos |
| 15:30           | Romário 90'  | Súmula |           | Árbitro: SE Maurício Tavares de Moura |

| 26 de fevereiro | Guarany-SE                                                         | 6 – 2  | Canindé                  | Estádio Caio Feitosa, Porto da Folha |
| 15:30           | Marcos Bala 4', 36' · Curel 31', 57' · Fernandinho 49', Franco 89' | Súmula | Barrocão 72' · Murrá 77' | Árbitro: SE Rogério Lima da Rocha    |

| 26 de fevereiro | São Cristóvão | 1 – 2  | Sete de Junho | Estádio Campo do Limão, São Cristóvão    |
| 15:30           | Rafael 44'    | Súmula | Fio 28', 57'  | Árbitro: SE Claudionor dos Santos Júnior |

| 26 de fevereiro | América de Propriá | 1 – 2  | Olímpico                           | Estádio Durval Feitosa, Propriá            |
| 15:30           | Tito 77'           | Súmula | Claudio Baiano 18' · Rogerinho 47' | Árbitro: SE Cláudio Francisco Lima e Silva |

| 26 de fevereiro | Sergipe                | 2 – 1  | Itabaiana | Estádio Batistão, Aracaju                  |
| 20:30           | Hugo Henrique 30', 39' | Súmula | Tinho 84' | Árbitro: SE Mário Sérgio da Silva Bancilon |

Décima primeira rodada
| 1 de março | Olímpico | 1 – 0  | São Cristóvão | Estádio Souzão, Itabaianinha                |
| 15:30      | Goia 50' | Súmula |               | Árbitro: SE Paulo Antônio Santos de Andrade |

| 1 de março | Sete de Junho | 0 – 0  | Sergipe | Estádio Brejeirão, Tobias Barreto |
| 15:30      |               | Súmula |         | Árbitro: SE Rogério Lima da Rocha |

| 1 de março | Canindé                             | 3 – 1  | São Domingos | Estádio Andrezão, Canindé de São Francisco |
| 15:30      | Weverton 13' · Stênio 19' · Gil 54' | Súmula | Alex 4'      | Árbitro: SE José Humberto Ferreira Maroto  |

| 1 de março | Confiança                  | 2 – 1  | América de Propriá | Estádio Batistão, Aracaju      |
| 16:00      | Cristiano Alagoano 2', 18' | Súmula | Frank 90'          | Árbitro: SE Antônio Hora Filho |

| 1 de março | Itabaiana        | 1 – 0  | Guarany-SE | Estádio Presidente Médici, Itabaiana |
| 16:00      | Deivid Natal 62' | Súmula |            | Árbitro: SE Frederico Alves Durães   |

Décima segunda rodada
| 8 de março | Olímpico          | 1 – 1  | Confiança    | Estádio Souzão, Itabaianinha                 |
| 15:30      | Jorge Alberto 16' | Súmula | Da Silva 57' | Árbitro: SE Manoel Leopoldo dos Santos Filho |

| 8 de março | América de Propriá | 1 – 0  | Sete de Junho | Estádio Durval Feitosa, Propriá  |
| 15:30      | Waldir 16'         | Súmula |               | Árbitro: SE Jonaldo Alves Simões |

| 8 de março | São Cristóvão | 1 – 0  | Itabaiana | Estádio Campo do Limão, São Cristóvão  |
| 15:30      | Everaldo 63'  | Súmula |           | Árbitro: SE Wicleanche Vieira de Souza |

| 8 de março | Guarany-SE                          | 3 – 1  | São Domingos | Estádio Caio Feitosa, Porto da Folha |
| 15:30      | Romão 30' · Curel 48' · Eliomar 62' | Súmula | Romário 70'  | Árbitro: SE Joseildo Oliveira Santos |

| 8 de março | Sergipe                                                      | 6 – 1  | Canindé      | Estádio Batistão, Aracaju                  |
| 16:00      | Fabinho Cambalhota 2', 15', 45' · Hugo Henrique 8', 11', 58' | Súmula | Barrocão 12' | Árbitro: SE Mário Sérgio da Silva Bancilon |

Décima terceira rodada
| 12 de março | São Domingos | 1 – 2  | Sergipe                               | Estádio Arnaldo Pereira, São Domingos |
| 15:30       | Val 90+2'    | Súmula | Vinicius 45' · Fabinho Cambalhota 84' | Árbitro: SE Antônio Hora Filho        |

| 12 de março | Canindé                                   | 3 – 0  | São Cristóvão | Estádio Andrezão, Canindé de São Francisco |
| 15:30       | Weverton 17' · Barrocão 78' · Marcelo 80' | Súmula |               | Árbitro: SE José Umberto de Farias Júnior  |

| 12 de março | Sete de Junho | 1 – 2  | Olímpico                 | Estádio Brejeirão, Tobias Barreto |
| 15:30       | Kleber 80'    | Súmula | Capela 30' · Romildo 89' | Árbitro: SE Flávio Gomes de Jesus |

| 12 de março | Confiança                                                              | 4 – 0  | Guarany-SE | Estádio Batistão, Aracaju                |
| 20:30       | Cristiano Alagoano 13' · Da Silva 76', Bira 83' · Juninho Cearense 90' | Súmula |            | Árbitro: SE Claudionor dos Santos Júnior |

| 12 de março | Itabaiana | 1 – 2  | América de Propriá       | Estádio Presidente Médici, Itabaiana       |
| 20:30       | Nem 44'   | Súmula | Waldir 63' · Alberto 65' | Árbitro: SE Cláudio Francisco Lima e Silva |

Décima quarta rodada
| 15 de março | São Cristóvão | 0 – 2  | Confiança                        | Estádio Campo do Limão, São Cristóvão       |
| 15:30       |               | Súmula | Bira 8' · Cristiano Alagoano 34' | Árbitro: SE Paulo Antônio Santos de Andrade |

| 15 de março | Guarany-SE            | 2 – 0  | Olímpico | Estádio Caio Feitosa, Porto da Folha      |
| 15:30       | André 37' · Curel 66' | Súmula |          | Árbitro: SE José Humberto Ferreira Maroto |

| 15 de março | São Domingos | 1 – 2  | Sete de Junho              | Estádio Arnaldo Pereira, São Domingos  |
| 15:30       | Nivaldo 89'  | Súmula | Glauber 30' · Marzinho 46' | Árbitro: SE Wicleanche Vieira de Souza |

| 15 de março | Canindé    | 1 – 2  | Itabaiana                  | Estádio Andrezão, Canindé de São Francisco |
| 15:30       | Michel 83' | Súmula | Nem 27' · Deivid Natal 90' | Árbitro: SE Maurício Tavares de Moura      |

| 15 de março | Sergipe       | 1 – 1  | América de Propriá | Estádio Batistão, Aracaju         |
| 16:00       | Hugo Henrique | Súmula | Waldir             | Árbitro: SE Rogério Lima da Rocha |

Décima quinta rodada
| 19 de março | Sete de Junho | 1 – 0  | Guarany-SE | Estádio Brejeirão, Tobias Barreto  |
| 15:30       | Vagner 88'    | Súmula |            | Árbitro: SE Frederico Alves Durães |

| 19 de março | Olímpico | 0 – 1  | Sergipe    | Estádio Souzão, Itabaianinha          |
| 15:30       |          | Súmula | Amauri 62' | Árbitro: SE Maurício Tavares de Moura |

| 19 de março | América de Propriá | 0 – 1  | São Cristóvão | Estádio Durval Feitosa, Propriá   |
| 15:30       |                    | Súmula | Rafael 53'    | Árbitro: SE Flávio Gomes de Jesus |

| 19 de março | Itabaiana               | 3 – 3  | São Domingos                                | Estádio Presidente Médici, Itabaiana       |
| 20:30       | Lelê 25', 34' · Nem 50' | Súmula | Nivaldo 27' · Dalvan 70' · Kemps 72' (g.c.) | Árbitro: SE Mário Sérgio da Silva Bancilon |

| 25 de março | Confiança                  | 2 – 1  | Canindé  | Estádio Batistão, Aracaju        |
| 20:30       | Cristiano Alagoano 7', 11' | Súmula | Jean 13' | Árbitro: SE Jonaldo Alves Simões |

Décima sexta rodada
| 22 de março | Canindé  | 1 – 1  | Sete de Junho | Estádio Andrezão, Canindé de São Francisco |
| 15:30       | Fiel 73' | Súmula | Seninha 90+1' | Árbitro: SE Wicleanche Vieira de Souza     |

| 22 de março | São Domingos | 1 – 1  | Olímpico | Estádio Arnaldo Pereira, São Domingos |
| 15:30       | Silvânio 90' | Súmula | Aldir 2' | Árbitro: SE Joseildo Oliveira Santos  |

| 22 de março | Guarany-SE | 0 – 3[a] | América de Propriá | Estádio Caio Feitosa, Porto da Folha |
| 15:30       |            | Súmula   |                    | Árbitro: SE Ricardo Rogério da Silva |

| 22 de março | Itabaiana | 0 – 1  | Confiança    | Estádio Presidente Médici, Itabaiana |
| 16:00       |           | Súmula | Da Silva 53' | Árbitro: SE Antônio Hora Filho       |

| 22 de março | Sergipe                                                                                      | 6 – 0  | São Cristóvão | Estádio Batistão, Aracaju                |
| 16:00       | Hugo Henrique 3' · Marcelinho 5', Amauri 27', 52' · Fabinho Cambalhota 51' · Alex Fumaça 88' | Súmula |               | Árbitro: SE Claudionor dos Santos Júnior |

a. ^ A partida foi interrompida quando o placar estava 2 a 1 a favor do Guarany-SE, porém, por decisão do TJD/SE, o placar foi revertido para 3 a 0 a favor do América de Propriá.
Décima sétima rodada
| 28 de março | São Cristóvão      | 3 – 4  | Guarany-SE                                  | Estádio Campo do Limão, São Cristóvão |
| 15:30       | Jajá 31', 76', 86' | Súmula | Jesiel 1' · André 2', 79' · Marcos Bala 14' | Árbitro: SE Rogério Lima da Rocha     |

| 28 de março | América de Propriá  | 1 – 1  | São Domingos | Estádio Durval Feitosa, Propriá           |
| 15:30       | Marcos Vinicius 65' | Súmula | Diego 84'    | Árbitro: SE José Humberto Ferreira Maroto |

| 28 de março | Olímpico                           | 2 – 0  | Canindé | Estádio Souzão, Itabaianinha          |
| 15:30       | Luciano Baiano 14' · Rogerinho 63' | Súmula |         | Árbitro: SE Maurício Tavares de Moura |

| 28 de março | Sete de Junho | 0 – 0  | Itabaiana | Estádio Brejeirão, Tobias Barreto          |
| 15:30       |               | Súmula |           | Árbitro: SE Cláudio Francisco Lima e Silva |

| 28 de março | Confiança | 0 – 0  | Sergipe | Estádio Batistão, Aracaju                  |
| 20:30       |           | Súmula |         | Árbitro: SE Mário Sérgio da Silva Bancilon |

Décima oitava rodada
| 2 de abril | Sete de Junho | 0 – 0  | Confiança | Estádio Brejeirão, Tobias Barreto           |
| 15:30      |               | Súmula |           | Árbitro: SE Paulo Antônio Santos de Andrade |

| 2 de abril | Itabaiana                                    | 4 – 3  | Olímpico                              | Estádio Presidente Médici, Itabaiana  |
| 15:30      | Eri 24' · Alyson 26', 90' · Deivid Natal 44' | Súmula | Romildo 16' · Luciano Baiano 65', 79' | Árbitro: SE Maurício Tavares de Moura |

| 2 de abril | Canindé     | 1 – 1  | América de Propriá | Estádio Andrezão, Canindé de São Francisco |
| 15:30      | Alberto 16' | Súmula | Barrocão 43'       | Árbitro: SE Rogério Lima da Rocha          |

| 2 de abril | São Domingos            | 2 – 1  | São Cristóvão | Estádio Arnaldo Pereira, São Domingos |
| 15:30      | Diego 49' · Nivaldo 79' | Súmula | Jajá 23'      | Árbitro: SE Antônio Hora Filho        |

| 2 de abril | Sergipe    | 1 – 3  | Guarany-SE                           | Estádio Batistão, Aracaju         |
| 15:30      | Amauri 53' | Súmula | Jesiel 43' · André 73' · Eliomar 90' | Árbitro: SE Flávio Gomes de Jesus |

## Quadrangular

### Classificação
| Pos. | Equipe        | Pts | J | V | E | D | GP | GC | SG |
| ---- | ------------- | --- | - | - | - | - | -- | -- | -- |
| 1    | Sergipe       | 13  | 6 | 4 | 1 | 1 | 11 | 6  | +5 |
| 2    | Confiança     | 10  | 6 | 3 | 1 | 2 | 11 | 10 | +1 |
| 3    | Sete de Junho | 10  | 6 | 3 | 1 | 1 | 8  | 8  | 0  |
| 4    | Itabaiana     | 1   | 6 | 0 | 1 | 5 | 2  | 8  | -6 |

### Partidas
Primeira rodada
| 5 de abril | Sete de Junho            | 2 – 0  | Sergipe | Estádio Brejeirão, Tobias Barreto          |
| 15:30      | Marzinho 4' · Kleber 36' | Súmula |         | Árbitro: SE Cláudio Francisco Lima e Silva |

| 5 de abril | Confiança              | 1 – 0  | Itabaiana | Estádio Batistão, Aracaju                  |
| 16:00      | Cristiano Alagoano 48' | Súmula |           | Árbitro: SE Mário Sérgio da Silva Bancilon |

Segunda rodada
| 8 de abril | Itabaiana | 0 – 2  | Sete de Junho | Estádio Presidente Médici, Itabaiana     |
| 20:30      |           | Súmula | Fio 15', 79'  | Árbitro: SE Claudionor dos Santos Júnior |

| 8 de abril | Sergipe                       | 2 – 2  | Confiança                            | Estádio Batistão, Aracaju         |
| 20:30      | Amauri 5' · Hugo Henrique 28' | Súmula | Cristiano Alagoano 12' · Fabiano 47' | Árbitro: SE Rogério Lima da Rocha |

Terceira rodada
| 12 de abril | Sete de Junho                        | 3 – 2  | Confiança                | Estádio Brejeirão, Tobias Barreto  |
| 15:30       | Antônio Carlos 43', 85' · Kleber 67' | Súmula | Fabiano 24' · Baggio 65' | Árbitro: SE Frederico Alves Durães |

| 12 de abril | Sergipe    | 1 – 0  | Itabaiana | Estádio Batistão, Aracaju             |
| 16:00       | Amauri 86' | Súmula |           | Árbitro: SE Maurício Tavares de Moura |

Quarta rodada
| 19 de abril | Confiança                | 2 – 0  | Sete de Junho | Estádio Batistão, Aracaju                 |
| 16:00       | Téo 64' · Mário Luiz 67' | Súmula |               | Árbitro: SE José Humberto Ferreira Maroto |

| 19 de abril | Itabaiana | 0 – 1  | Sergipe                | Estádio Presidente Médici, Itabaiana       |
| 16:00       |           | Súmula | Fabinho Cambalhota 75' | Árbitro: SE Cláudio Francisco Lima e Silva |

Quinta rodada
| 26 de abril | Sete de Junho | 0 – 0  | Itabaiana | Estádio Brejeirão, Tobias Barreto        |
| 15:30       |               | Súmula |           | Árbitro: SE Claudionor dos Santos Júnior |

| 26 de abril | Confiança      | 1 – 3  | Sergipe                                         | Estádio Batistão, Aracaju      |
| 16:00       | Mário Luiz 20' | Súmula | Hugo Henrique 31', 59' · Fabinho Cambalhota 75' | Árbitro: SE Antônio Hora Filho |

Sexta rodada
| 29 de abril | Itabaiana                      | 2 – 3  | Confiança                                     | Estádio Presidente Médici, Itabaiana      |
| 20:30       | Luciano Pirambu 16' · Kico 85' | Súmula | Téo 41' · Zé Paulo 59' · Juninho Cearense 67' | Árbitro: SE José Umberto de Farias Júnior |

| 29 de abril | Sergipe                                              | 4 – 1  | Sete de Junho | Estádio Batistão, Aracaju                  |
| 20:30       | Fabinho Cambalhota 32' · Hugo Henrique 67', 80', 83' | Súmula | Glauber 58'   | Árbitro: SE Cláudio Francisco Lima e Silva |

## Final
As partidas estão no fuso horário UTC−3.
Jogo de ida
| 3 de maio | Sergipe                         | 2 – 1  | Confiança | Estádio Batistão, Aracaju                                 |
| 16:00     | Hugo Henrique 30' · Cleiton 45' | Súmula | Bira 48'  | Público: 4 957 pagantes Árbitro: SE Rogério Lima da Rocha |

| | |  | | |
| | Cartões & substituições                                                                                   |  | | |
| Érico 47', Pedrinho 51' Fabinho 90' Cleiton Pedrinho 45' Jamisson Marcelo de Paula 81' Wallace Murilo 85' | Érico 47', Pedrinho 51' Fabinho 90' Cleiton Pedrinho 45' Jamisson Marcelo de Paula 81' Wallace Murilo 85' |  | Valdson 34', Robinho 44' Zé Paulo 57', Alisson 84', 88' Ramon Guga 61' Da Silva Mário Luiz 61' Téo Juninho 76' | Valdson 34', Robinho 44' Zé Paulo 57', Alisson 84', 88' Ramon Guga 61' Da Silva Mário Luiz 61' Téo Juninho 76' |

Jogo de volta
| 6 de maio | Confiança              | 2 – 0  | Sergipe | Estádio Batistão, Aracaju                                   |
| 20:30     | Téo 23' · Zé Paulo 75' | Súmula |         | Público: 8,785 pagantes Árbitro: SP Paulo Cesar de Oliveira |

|                                                                       |                                                                       |  |                                                                                |                                                                                |
|                                                                       | Cartões & substituições                                               |  |                                                                                |                                                                                |
| Baggio Robinho Da Silva Leonardo 40' Juninho Rivaldo 55' Téo Guga 59' | Baggio Robinho Da Silva Leonardo 40' Juninho Rivaldo 55' Téo Guga 59' |  | Gama Chicão , Eridon Gama Diego Renato 37' Rafael Eduardo 62' Chicão Viola 73' | Gama Chicão , Eridon Gama Diego Renato 37' Rafael Eduardo 62' Chicão Viola 73' |

## Premiação
| Campeonato Sergipano de 2009                           |
| Aracaju                                                |
| ------------------------------------------------------ |
| ASSOCIAÇÃO DESPORTIVA CONFIANÇA Bicampeão (18º título) |

## Classificação final
| Pos. | Equipe                | Pts | J  | V  | E | D  | GP | GC | SG  |
| ---- | --------------------- | --- | -- | -- | - | -- | -- | -- | --- |
| 1    | Confiança             | 48  | 26 | 13 | 9 | 4  | 39 | 22 | +17 |
| 2    | Sergipe               | 44  | 26 | 12 | 8 | 6  | 43 | 29 | +14 |
| 3    | Sete de Junho         | 38  | 24 | 10 | 8 | 6  | 29 | 25 | +4  |
| 4    | Itabaiana             | 28  | 24 | 7  | 7 | 10 | 28 | 29 | +1  |
| 5    | São Domingos          | 23  | 18 | 6  | 5 | 7  | 30 | 29 | +1  |
| 6    | América de Propriá[a] | 23  | 18 | 6  | 5 | 7  | 21 | 22 | -1  |
| 7    | Guarany-SE[a]         | 20  | 18 | 5  | 5 | 8  | 21 | 27 | -6  |
| 8    | Olímpico[b]           | 19  | 18 | 7  | 4 | 7  | 26 | 25 | +1  |
| 9    | São Cristóvão         | 17  | 18 | 4  | 5 | 9  | 15 | 30 | -15 |
| 10   | Canindé               | 14  | 18 | 3  | 6 | 9  | 24 | 38 | -14 |

a. ^ O placar da partida entre Guarany-SE e América de Propriá, realizado em 22 de março, teve seu placar revertido para 3 a 0 em favor do América, conforme o regulamento da competição e decisão do TJD/SE.
b. ^ Punido pelo Tribunal de Justiça Desportiva/SE com a perda de seis pontos por escalar o jogador David de forma irregular.

## Artilharia
Segue listado abaixo os autores dos 270 gols válidos do torneio. Não estão incluídos os gols da partida entre Guarani e América de Propriá pela décima sexta rodada, cujo placar no momento da paralisação da partida era de 2 a 1 a favor do Guarani, mas que teve seu resultado revertido para 3 a 0, a favor do América, por decisão do TJD-SE.
| 18 gols (1) - Hugo Henrique (Sergipe) 13 gols (1) - Cristiano Alagoano (Confiança) 10 gols (1) - Nivaldo (São Domingos) 9 gols (1) - Nem (Itabaiana) 8 gols (1) - Fabinho Cambalhota (Sergipe) 7 gols (3) - Fio (Sete de Junho) - Kleber (Sete de Junho) - Waldir (América de Propriá) 6 gols (2) - Amauri (Sergipe) - Diego (São Domingos) 5 gols (5) - André (Guarany-SE) - Barrocão (Canindé) - Bira (Confiança) - Jajá (São Cristóvão) - Jean (Canindé) 4 gols (6) - Curel (Guarany-SE) - Geovane (São Cristóvão) - Juninho Cearense (Confiança) - Marzinho (Sete de Junho) - Rogerinho (Olímpico) - Romildo (Olímpico) | 3 gols (10) - Adriano (América de Propriá) - Capela (Olímpico) - Da Silva (Confiança) - Deivid Natal (Itabaiana) - Glauber (Sete de Junho) - João Santos (Itabaiana) - Luciano Baiano (Olímpico) - Marcos Bala (Guarany-SE) - Romário (São Domingos) - Téo (Confiança) 2 gols (30) - Alberto (América de Propriá) - Aldir (Olímpico) - Alex (São Domingos) - Alisson (Confiança) - Alyson (Itabaiana) - Antônio Carlos (Sete de Junho) - Chicão (Sergipe) - David (Olímpico) - Diego Renato (Sergipe) - Eliomar (Guarany-SE) - Eri (Itabaiana) - Esquerdinha (São Domingos) - Fabiano (Confiança) - Gil (Canindé) - Goia (Olímpico) - Jesiel (Guarany-SE) - Lelê (Itabaiana) - Luciano Pirambu (Itabaiana) - Luiz Cláudio (São Cristóvão) - Madson (Olímpico) - Mário Luiz (Confiança) - Michel (Canindé) - Murrá (Canindé) - Rafael (São Cristóvão) - Romão (Guarany-SE) - Stênio (Canindé) - Vagner (Sete de Junho) - Viola (Sergipe) - Weverton (Canindé) - Zé Paulo (Confiança) | 1 gol (40) - Alex Fumaça (Sergipe) - André Saúde (São Domingos) - Araújo (Canindé) - Artur (São Domingos) - Baggio (Confiança) - Berg (Itabaiana) - Claudio Baiano (Olímpico) - Cleiton (Sergipe) - Dalvan (São Domingos) - Edinho (Guarany-SE) - Edvan (São Cristóvão) - Everaldo (São Cristóvão) - Fernandinho (Guarany-SE) - Fiel (Canindé) - Franco (Guarany-SE) - Frank (América de Propriá) - Gil Bala (Itabaiana) - Isac (Confiança) - Ismael (Olímpico) - Ivson (Confiança) - João (Sete de Junho) - Johnes (Sete de Junho) - Jorge Alberto (Olímpico) - Kico (Itabaiana) - Luciano (Guarany-SE) - Marcelinho (Sergipe) - Marcelo (Canindé) - Marcos Vinicius (América de Propriá) - Mateus (Sergipe) - Pelezinho (Sete de Junho) - Queninho (São Domingos) - Ratinho (Itabaiana) - Seninha (Sete de Junho) - Silvânio (São Domingos) - Tinho (Itabaiana) - Tito (América de Propriá) - Uilton (América de Propriá) - Val (São Domingos) - Valdo (Olímpico) - Vinicius (Sergipe) Gols contra (3) - Araújo (Canindé) para o América de Propriá - Marcos Vinicius (América de Propriá) para o Canindé - Kemps (Itabaiana) para o São Domingos |